# Kloster Paraclet
Kloster Paraclet (Abbaye du Paraclet des Champs) ist eine ehemalige Zisterzienserinnenabtei in der Gemeinde Cottenchy im Département Somme in der Region Hauts-de-France in Frankreich.

## Geschichte
Das Kloster wurde 1218 an der Stelle der Eremitage der Heiligen Ulphe (711–789) von Enguerrand II. de Boves gegründet. Enguerrand und seine Gemahlin Ade de Nesle wurden im Kloster begraben. Die ersten Äbtissinnen waren ihre Töchter Marguerite und Isabelle. Im 16. Jahrhundert flohen die Nonnen vor der Invasion spanischer Truppen nach Amiens. Die Abtei wurde 1790 unterdrückt.

## Bau und Anlage
Von der Abtei hat sich nur ein Wohngebäude aus dem 18. Jahrhundert (das frühere Haus der Äbtissin) erhalten. Überkommen sind außerdem verschiedene Goldschmiedearbeiten, die im Schatz der Kathedrale von Amiens aufbewahrt werden, nämlich das Kreuz von Paraclet vom Anfang des 13. Jahrhunderts, das als eines der Hauptstücke des Kathedralschatzes gilt, eine Reliquienkrone aus vergoldetem Silber vom Anfang des 14. Jahrhunderts und ein Reliquiar aus dem 14. Jahrhundert.